# John W. Backus

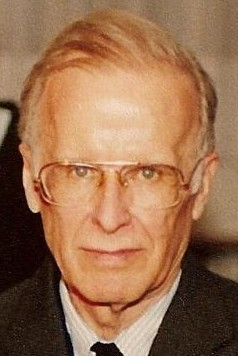
John Backus

John Warner Backus (* 3. Dezember 1924 in Philadelphia; † 17. März 2007 in Ashland, Oregon) war ein US-amerikanischer Informatiker und einer der Pioniere der Informatik. Er war Leiter des Entwicklungsteams von Fortran, der ersten (tatsächlich realisierten) Programmierhochsprache. Mit Peter Naur zusammen entwickelte er die nach ihnen benannte Backus-Naur-Form, eine Notation zur Beschreibung formaler Sprachen. Er forschte im Bereich der funktionalen Programmierung und half, dieses Programmierparadigma weiter zu verbreiten.

## Leben
John Backus war der Sohn eines deutschen Emigranten. Sein Vater war ein Chemiker, der in Deutschland die Konstruktion exakter Thermometer verbesserte. Mit der Messtechnik für die Produktion von Nitroglyzerin wurde er wohlhabend.

### Ausbildung
Backus jr. absolvierte die Highschool ohne großen Eifer, danach studierte er zuerst Chemie an der University of Virginia, was er jedoch abbrach und sich bei der US Army verpflichtete. Dort wurde er zum Studium der Medizin delegiert. Während eines Praktikums in der Neurochirurgie wurde bei ihm überraschenderweise ein Gehirntumor festgestellt, der jedoch erfolgreich operativ entfernt werden konnte. Zunächst wurde ihm eine Metallplatte auf der Schädeldecke einoperiert, nach neun Monaten Medizinstudium ließ er diese, damit unzufrieden geworden, durch eine neue Platte ersetzen. Nach seinem Umzug nach New York City machte er eine Ausbildung zum Radiotechniker und entdeckte dabei sein Interesse für Mathematik. Backus absolvierte ein Mathematikstudium an der Columbia University, das er 1950 mit dem Master abschloss.
Kurz vor Abschluss seines Studiums besuchte Backus die IBM-Zentrale in der New Yorker Madison Avenue. Nach einer spontanen Befragung durch Mitarbeiter, die er später als mündliches Examen bezeichnete, wurde er auf der Stelle als Programmierer ab 1950 angestellt. Zu dieser Zeit gab es noch keine höheren Programmiersprachen, es wurde durchwegs in der Assemblersprache programmiert. 

### Fortran
Backus war mit diesem Stand der Informatik unzufrieden und wollte die Programmierung erleichtern. 1953 erhielt er von IBM die Erlaubnis, ein Team zur Erforschung fortgeschrittener Programmiermethoden zusammenzustellen. Das Ergebnis dieser Bemühungen war ein Übersetzer für Fortran, der 1957 veröffentlicht wurde. Fortran war die erste Hochsprache unter den formalen Sprachen und damit der erste Vertreter dessen, was man heute üblicherweise unter einer Programmiersprache versteht. Die Sprache erlaubte es erstmals auch Nichtspezialisten für Programmierung, Rechner zur Lösung fachspezifischer Probleme heranzuziehen, und war damit insbesondere für Naturwissenschaftler und Ingenieure interessant.
1959 stellte Backus die Urform der Backus-Naur-Form vor, eine Metasprache zur Darstellung kontextfreier Grammatiken. Backus wollte damit die kurz zuvor erschienene Programmiersprache Algol 58 formal beschreiben. Noch im selben Jahr modifizierte Peter Naur, Leiter der Projektgruppe Algol 60, die Metasprache, weshalb sie heute die Namen beider Entwickler trägt.
1977 erhielt Backus den Turing Award für seine Beiträge zum Entwurf von Hochsprachen, insbesondere für seine Arbeit an Fortran und der Backus-Naur-Form. In einem denkwürdigen Vortrag mit dem Titel Can Programming Be Liberated from the von Neumann Style? A Functional Style and Its Algebra of Programs anlässlich der Verleihung des Turing Awards empfahl Backus die Hinwendung zum Paradigma der funktionalen Programmierung. Wiederum war das Ziel, dem Programmierer die tägliche Arbeit zu erleichtern, diesmal durch Hinwendung zu einem Programmierstil, der sich an mathematischen Funktionen orientiert statt an der bis dahin vorherrschenden imperativen Programmierung. Mit FP und FL entwickelte er selbst entsprechende funktionale Programmiersprachen.

### Privatleben
John Backus zog sich 1991 komplett aus der Welt der Informatik zurück und widmete sich intensiv den religiösen Lehren von Jiddu Krishnamurti und Eva Pierrakos.
Eine erste Ehe mit Marjorie Jamison wurde geschieden. Seine zweite Frau Barbara Stannard starb 2004.
John Backus starb 2007. Er hinterließ seine Töchter Karen und Paula Backus sowie seinen Bruder Cecil Backus.

## Zitate
„Die meisten Wissenschaftler sind Wissenschaftler, weil sie Angst vor dem Leben haben. Es ist wundervoll, in der Wissenschaft erfinderisch zu sein, in einem Rahmen, in dem man sich nicht mit Leuten herumärgern und unter Beziehungen leiden muss. Es ist wundervoll da draußen in der aseptischen Welt, in der es keinen Schmerz gibt. Doch irgendwann muss man in sein Inneres schauen und die Angst besiegen. Dafür gibt es keine Programme und auch keine besonders guten Theorien.“

## Auszeichnungen
- 1963: IBM Fellow[4]
- 1967: W. Wallace McDowell Award
- 1974: Mitglied der National Academy of Sciences
- 1977: Turing Award
- 1985: Mitglied der American Academy of Arts and Sciences
- 1993: Draper Prize der National Academy of Engineering
- 2007: Namensgeber für den Asteroiden (6830) Johnbackus